# 富永眉峰
富永 眉峰（とみなが びほう、本名：富永 三喜男、1905年（明治38年） - 1987年（昭和62年））は、日本の書家。徳島県徳島市出身。

## 経歴
徳島県徳島市新南福島出身。1932年（昭和7年）に文検習字科への合格を経て炭山南木（1895-1979）に師事し、1953年（昭和28年）に日展への初入選を経て6回入選。
徳島県書道協会会長などの役職を歴任し、徳島県の書道発展に大きく貢献した書道教育の第一人者として1982年（昭和57年）に徳島県文化賞を受賞。同年4月4日には石井町に句碑が建てられた。
1987年（昭和62年）、死去。墓所は徳島県徳島市城南町の実相寺。

## 著書
- 『眉峰作品集』富永三喜男、1959年。
- 『細流』向日葵社、1959年。
- 『眉峰個展作品集』富永三喜男、1961年。
- 『斗筲 百句集』富永三喜男、1962年。
- 『斗筲 第二百句集』富永三喜男、1965年。
- 『富永眉峰夫妻展記念図録』富永三喜男、1966年。
- 『句集 河海』航標俳句会、1970年。
- 富永眉峰、田中双鶴『徳島名筆二人』出版、1972年。
- 『眉峰 第三百句集』富永眉峰、1973年。
- 『金婚句集 眉山』富永眉峰、1978年。
- 『富永眉峰作品集』富永眉峰、1980年。
- 『渭山 第五百句集』富永三喜男、1980年。
- 『句集 黒潮』航標俳句会、1981年。
- 富永眉峰同門会 編『富永眉峰喜寿展作品集』眉峰同門会、1982年。
- 『句集 八十路』富永眉峰、1984年。
- 『傘寿帖 眉峰作品』富永眉峰、1985年。
- 『鴛鴦集 眉峰作品・眉秀作品』眉峰同門会、1986年。